# 长袍

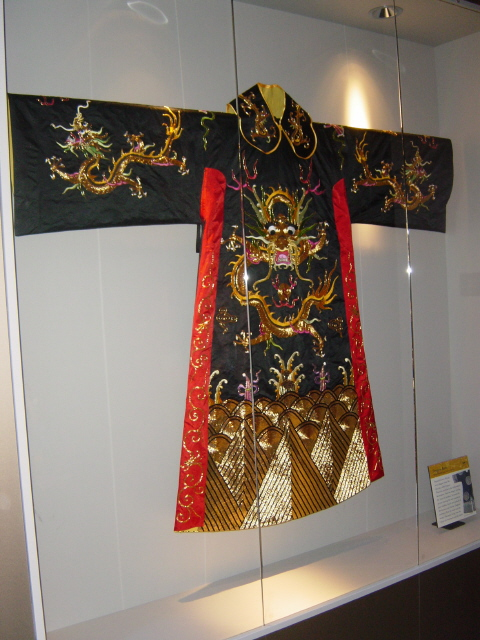

长袍泛指任何一种遮盖到腿的上衣。与披肩或斗篷不同的是，长袍通常拥有袖子。

## 种类
世界上有各种类型的长袍，包括：
- 古罗马的托加长袍。
- 汉服中有道袍、圓領袍等不同形制的长袍，一般宽鬆和大袖。
- 旗袍起源于满族，男用旗袍是清朝及民国期间标准男装。中国的大部分相声演员和其他曲艺演员在表演节目时仍会穿着長衫。
- 大學以上的學生在畢業典禮時會穿著學位袍。
- 法官與律師也會穿著其職業適用的長袍。
- 道教、佛教與基督教也有各式宗教用長袍。
- 在奇幻世界中，巫師與魔法師常以長袍為特色。